# Hendrik van der Geld
Hendrik van der Geld (* 9. November 1838 in Elshout; † 8. November 1914 in ’s-Hertogenbosch)  war ein niederländischer Bildhauer, der in erster Linie im Dienste der Kirche wirkte.

## Leben
Hendrik wurde 1828 als Sohn von Adriaan van der Geld, Landwirt und Ladenbesitzer, und seiner Frau Joanna von Leiden im kleinen Dorf Elshout in der Provinz Nordbrabant geboren.
Schon in jungen Jahren fand er Interesse an der Holzschnitzerei. Sein Talent wurde von dem Arzt der Familie entdeckt, der ihm den Besuch der School of Visual Arts ermöglichte. 1863 bis 1870 studierte er an der Akademie der Schönen Künste in Antwerpen. Nach seinem Abschluss war er als Restaurator an der St.-Johannes-Kathedrale in ’s-Hertogenbosch tätig und eröffnete 1872 sein eigenes Studio, in dem er zahlreiche neugotische Skulpturen für die Diözese von 's-Hertogenbosch und dem benachbarten Rheinland schuf.
1877 heiratete er Maria Catharina Josephina Marto, das Paar hatte einen Sohn.
Hendrik van der Geld starb am 8. November 1914, einen Tag vor seinem 76. Geburtstag. Postum wurde er in zahlreichen Schriften durch seine besonderen Fertigkeiten und Arbeiten geehrt. 1989 erschien ein Buch über seine Arbeiten von den Autoren A. Jansen, C. van Leeuwen und G. Vrins: 'Arbeyd sere voert tot eere' Hendrik van der Geld, de neogotiek en de Brabantse beeldhouwkunst, Herausgeber: Stichting Zuidelijk (Tilburg 1989).

## Werke
Bekannte Arbeiten von van der Geld sind, der Altar und Altaraufsatz der Kirche Saint Ann. Ab 1877 bis 1881 wirkte er an der Wiederherstellung des mittelalterlichen Chorgestühl im Auftrag der Diözese von 's-Hertogenbosch. Die Restaurierung war eine große, aufwendige und teure Restaurierung, wobei Hendrik van der Geld viele Teile sogar komplett erneuern musste.
- H. Antonius (Van der Does de Willeboissingel)
- Reliëf (Mortuarium GZG)
- Vier heiligbeelden (Anthoniuskapel)
- Zetel der wijsheid (Hervensedijk)

## Bildergalerie

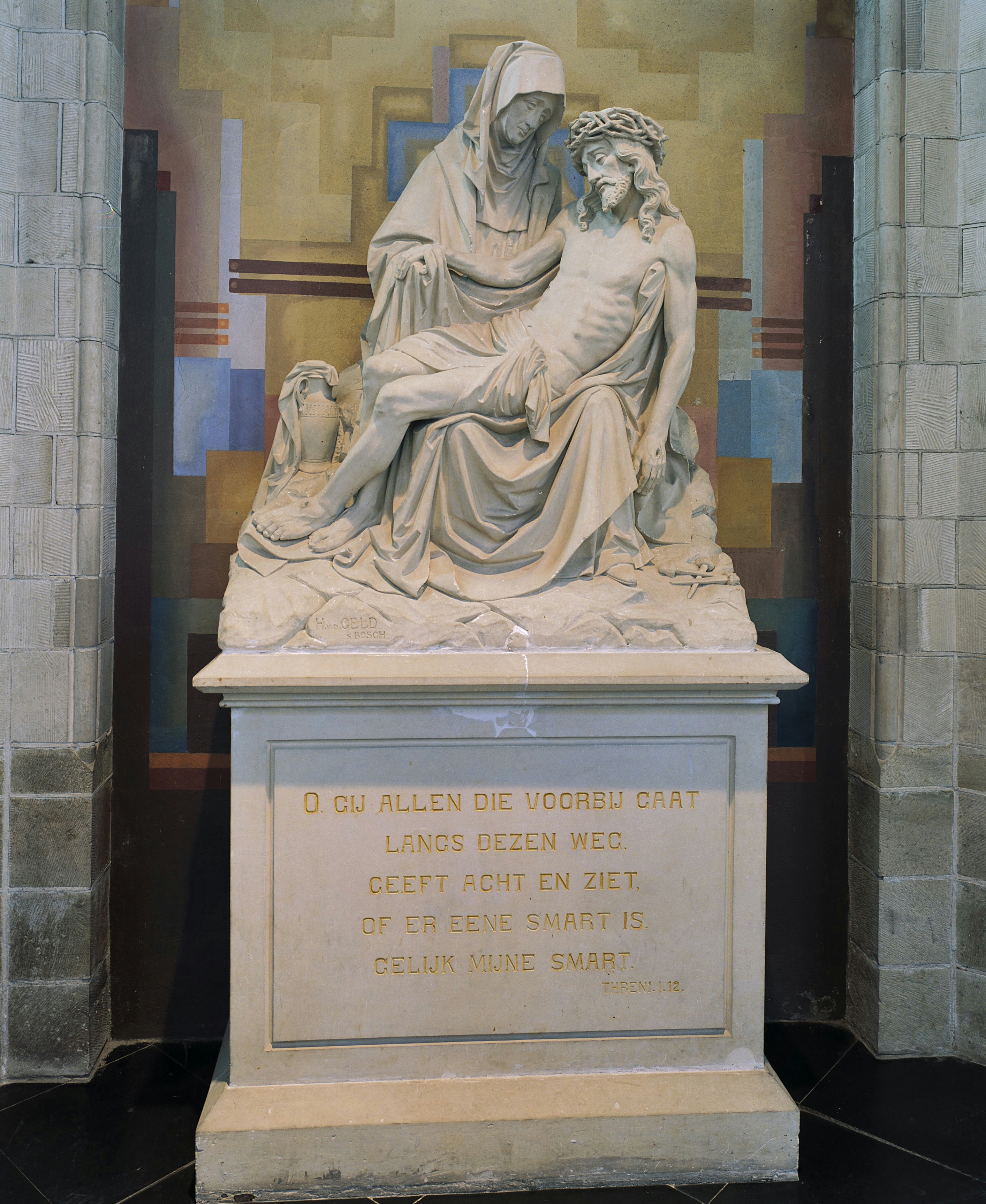
Pietà in der St.-Martinskirche, Cuijk